# Suzuki Vitara Brezza

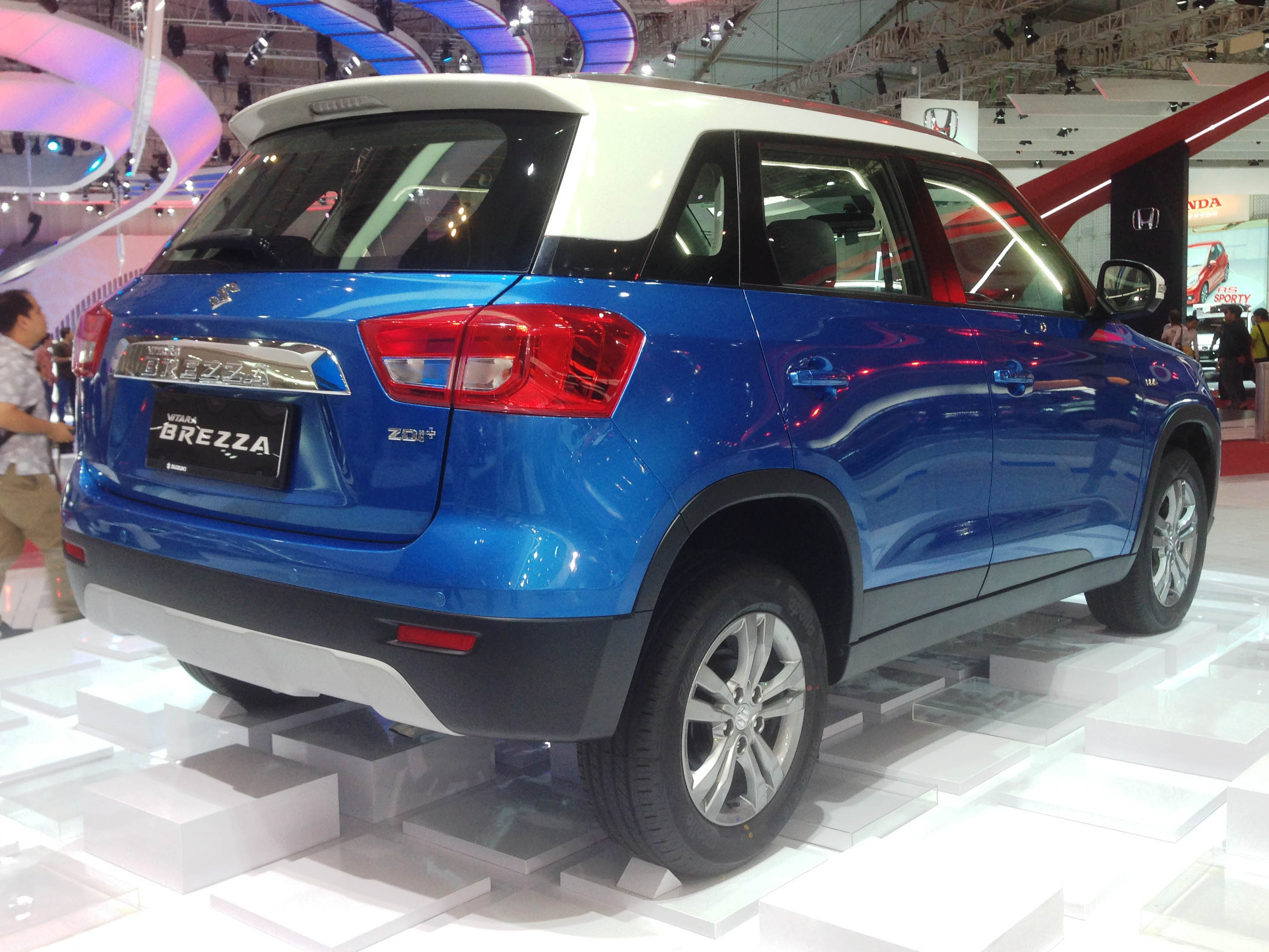
Heckansicht

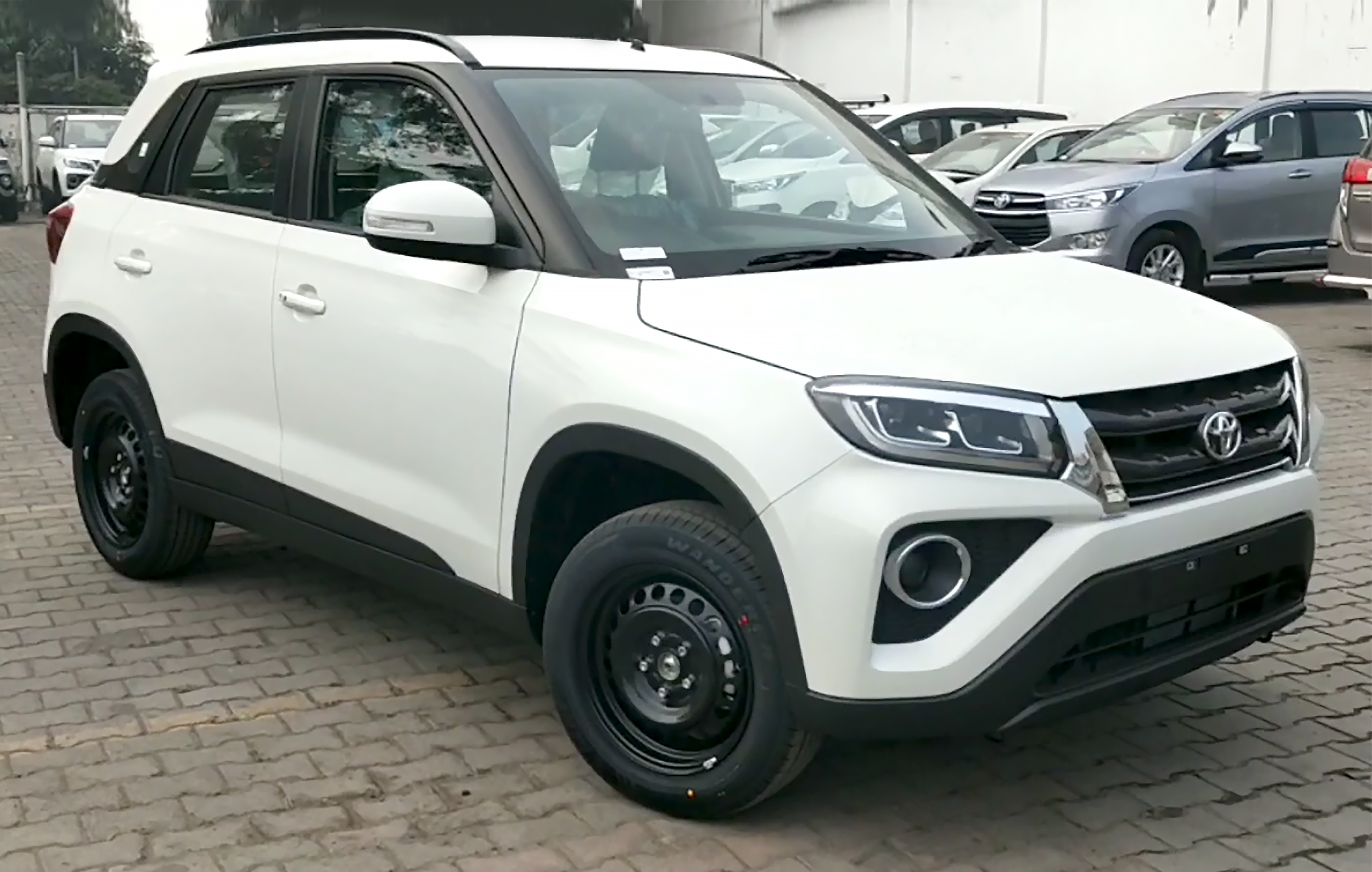
Toyota Urban Cruiser (2020–2022)

Der Suzuki Vitara Brezza ist ein Sport Utility Vehicle, das zwischen 2016 und 2022 produziert wurde. In Indien wurde das Fahrzeug als Maruti Suzuki angeboten.

## Geschichte
Vorgestellt wurde das Fahrzeug im Februar 2016 auf der Auto Expo in Neu-Delhi. Einen Monat später kam es in Indien auf den Markt. Eine überarbeitete Version des SUV wurde im Februar 2020 vorgestellt. Diese Version kam im Februar 2021 auch in Südafrika in den Handel. Das 2012 vorgestellte Konzeptfahrzeug XA Alpha Compact SUV Concept lieferte einen ersten Ausblick auf den Vitara Brezza.
Das Nachfolgemodell Suzuki Brezza debütierte im Juni 2022. Es soll nur noch in Indien vermarktet werden.
Der Vitara Brezza ist das erste Modell von Suzuki, das komplett in Indien entwickelt wurde. Drei Monate nach Marktstart gab es in Indien bereits 70.000 Bestellungen. Ab August 2020 wurde die Baureihe auch von Toyota als Urban Cruiser vermarktet.
Da das SUV unter vier Meter lang ist, profitiert es auf dem indischen Markt von massiven Steuervergünstigungen.

## Technische Daten
Zunächst war das Fahrzeug nur mit einem 1,3-Liter-Dieselmotor mit 66 kW (90 PS) von Fiat verfügbar. Mit dem Facelift 2020 ersetzte der Hersteller diesen Motor durch einen 1,5-Liter-Ottomotor mit 77 kW (105 PS).
|                                             | 1.5 SHVS                   | 1.3 DDiS                   |
| Bauzeitraum                                 | 02/2020–06/2022            | 03/2016–02/2020            |
| Motorkenndaten                              |                            |                            |
| Motortyp                                    | R4-Ottomotor               | R4-Dieselmotor             |
| Hubraum                                     | 1462 cm³                   | 1248 cm³                   |
| max. Leistung bei min−1                     | 77 kW (105 PS) / 6000      | 66 kW (90 PS) / 4000       |
| max. Drehmoment bei min−1                   | 138 Nm / 4400              | 200 Nm / 1750              |
| Kraftübertragung                            |                            |                            |
| Antrieb, serienmäßig                        | Vorderradantrieb           | Vorderradantrieb           |
| Getriebe, serienmäßig                       | 5-Gang-Schaltgetriebe      | 5-Gang-Schaltgetriebe      |
| Getriebe, optional                          | 4-Stufen-Automatikgetriebe | 5-Stufen-Automatikgetriebe |
| Messwerte                                   |                            |                            |
| Höchstgeschwindigkeit                       | 172 km/h                   | k. A.                      |
| Beschleunigung, 0–100 km/h                  | 12,4 s                     | 13,3 s                     |
| Kraftstoffverbrauch auf 100 km (kombiniert) | 5,3–5,9 l Super            | 4,1 l Diesel               |
| Tankinhalt                                  | 48 l                       | 48 l                       |